# Pieta van Dishoeck
Pieta Roberta (Pieta) van Dishoeck (Hilversum, 13 mei 1972) is een Nederlandse voormalig roeister. Ze vertegenwoordigde Nederland bij verschillende internationale wedstrijden. Ze won viermaal een wereldbekerwedstrijd en twee zilveren medailles op de Olympische Spelen.

## Levensloop
Haar eerste grote successen behaalde Van Dishoeck in 1998 in de dubbeltwee. Dat jaar won ze goud bij de wereldbekerwedstrijden in het Belgische Hazewinkel en het Zwitserse Luzern. Later dat jaar behaalde ze op de wereldkampioenschappen roeien in Keulen een zilveren medaille met een tijd van 6.49,75.
Op de Olympische Spelen van 2000 in Sydney maakte Van Dishoeck op 28-jarige leeftijd haar olympische debuut bij het roeien. Ze kwam uit op de dubbeltwee en de acht met stuurvrouw. Samen met Eeke van Nes veroverde ze een zilveren medaille in de dubbeltwee, in een tijd 7.00,36. Met de vrouwenacht legde ze op Penrith Lake eveneens beslag op een zilveren medaille, met een tijd van 6.09,39. Het Duitse koppel Jana Thieme en Kathrin Boron werd bij de dubbeltwee voor de derde maal olympisch kampioene. Van Dishoeck liet na afloop optekenen "Zij zijn de beste roeisters van de eeuw. Ik vind het geen probleem om een treetje lager te staan op het erepodium." Na de Olympische Spelen zette ze een punt achter haar sportieve loopbaan.
Van Dishoeck is een afgestudeerde pedagoge en lid van de Amsterdamse roeivereniging A.A.S.R. Skøll. Later werd ze kinderpsychologe.

## Palmares

### roeien (dubbeltwee)
- 1997: 4e Wereldbeker I in München - 8.20,40
- 1997: 4e WK in Aiguebelette - 6.58,63
- 1998:  Wereldbeker II in Hazewinkel - 6.50,51
- 1998:  Wereldbeker III in Luzern - 7.50,04
- 1998:  WK in Keulen - 6.49,75
- 1999:  Wereldbeker I in Hazewinkel - 6.57,33
- 1999:  Wereldbeker III in Luzern - 6.56,43
- 1999:  WK in St. Catharines - 6.46,18
- 2000: 4e Wereldbeker III in Luzern - 7.01,32
- 2000:  OS in Sydney - 7.00,36

### roeien (dubbelvier)
- 1997: 7e Wereldbeker III in Luzern - 6.30,55

### roeien (acht met stuurvrouw)
- 2000:  Wereldbeker I in München - 6.33,93
- 2000:  OS in Sydney - 6.09,39

Pieta van Dishoeck · 
Eeke van Nes
Anneke Venema · 
Carin ter Beek · 
Nelleke Penninx · 
Pieta van Dishoeck · 
Eeke van Nes · 
Tessa Appeldoorn · 
Marieke Westerhof · 
Elien Meijer · 
Martijntje Quik (stuurvrouw)